# The Dog & Pony Show
The Dog & Pony Show é uma série de animação infantil canadense-estadunidense criada por Josh Selig e produzida pela Red Knot, uma joint venture entre a Nelvana e Discovery Kids, com assistência da Corus Entertainment e da Little Airplane Productions. A série estreou na Treehouse TV no Canadá em 5 de setembro de 2020 e na Gulli em francês.

## Sinopse
A série é sobre as caóticas aventuras de dois melhores amigos muito diferentes, Dog e Pony, que optam por deixar seu mundo mágico de Rainbow Fjörd e se mudar para a não tão mágica cidade grande de UniCity.